# سيدني ويد
سيدني ويد (بالإنجليزية: Sidney Wade)‏ هي كاتِبة وشاعرة أمريكية، ولدت في 1951.